# コクドゥの季節
『コクドゥの季節』（朝: 꼭두의 계절）は2023年韓国MBCのテレビドラマ。全16話。
前世で引き裂かれた武将と王女が転生し現世で死神と医師として再会し愛を確かめる物語。

## キャスト
コクドゥ/ト・ジヌ：キム・ジョンヒョン
死神。
オ・ヒョン：キム・ジョンヒョン
武将。コクドゥの前世。
ハン・ケジョル：イム・スヒャン
医師。
ソリ：イム・スヒャン
王女。ケジョルの前世。

## スタッフ
- 脚本：カン・イホン、ホ・ジュンウ[1][2][3]
- 演出：ペク・スチャン、キム・ジフン[1][2][3]

## 放送・配信
当作品は2023年1月27日から3月24日までМBC金土ドラマで放送された。
日本での初放送は同年4月15日、KNTVで開始、2025年4月25日、BSフジ182チャンネルで放送。
配信は2023年7月5日、U-NEXTで開始。